# Diócesis de Málaga
La diócesis de Málaga (en latín: Dioecesis Malacitana) es una circunscripción eclesiástica de la Iglesia católica en España. Se trata de una diócesis latina, sufragánea de la archidiócesis de Granada. Desde el 27 de junio de 2025 su obispo es José Antonio Satué.

## Territorio y organización

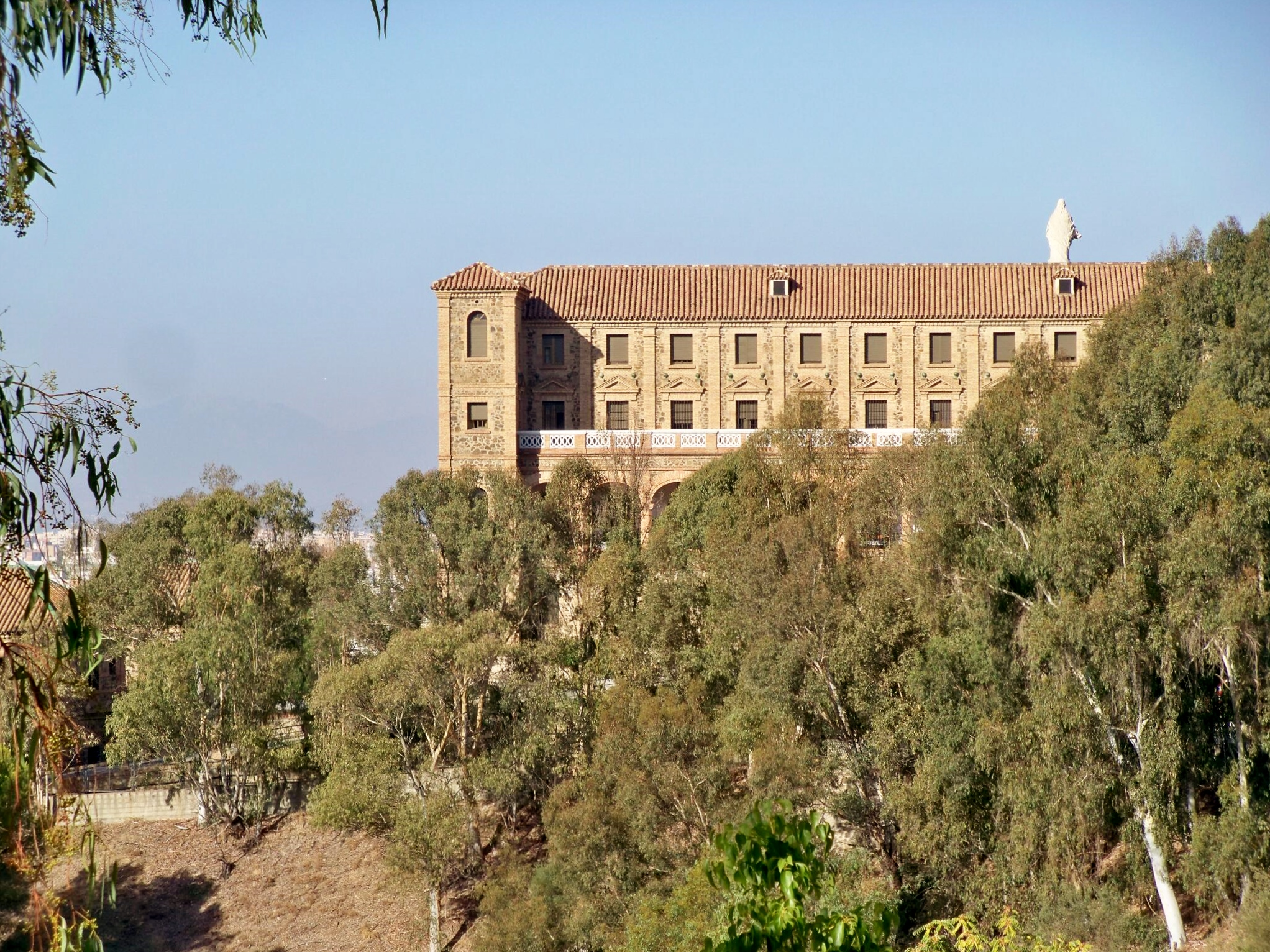
Seminario diocesano

La diócesis tiene 7306 km² y extiende su jurisdicción sobre los fieles católicos de rito latino residentes en la provincia de Málaga de la comunidad autónoma de Andalucía y en la ciudad de Melilla en la costa de África. 

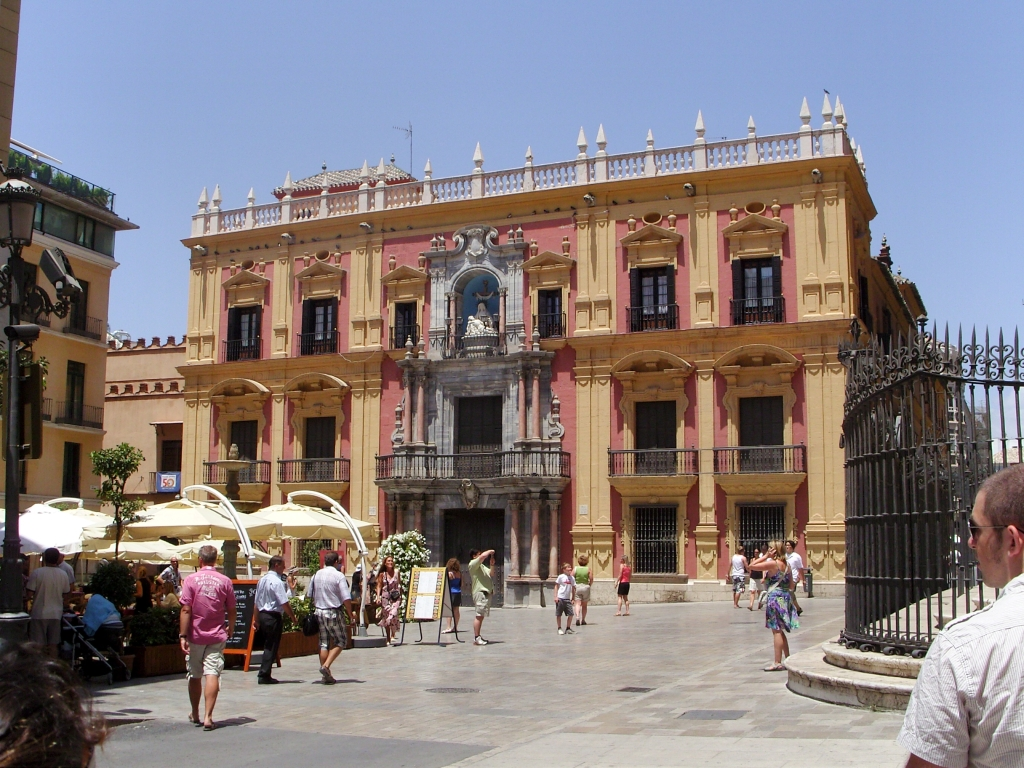
Palacio episcopal de Málaga

La sede de la diócesis se encuentra en la ciudad de Málaga, en donde se halla la Catedral basílica de la Encarnación. También en Málaga hay otras dos basílicas menores: del Dulce Nombre de Jesús Nazareno del Paso y María Santísima de la Esperanza y la basílica santuario real de Santa María de la Victoria y de la Merced.

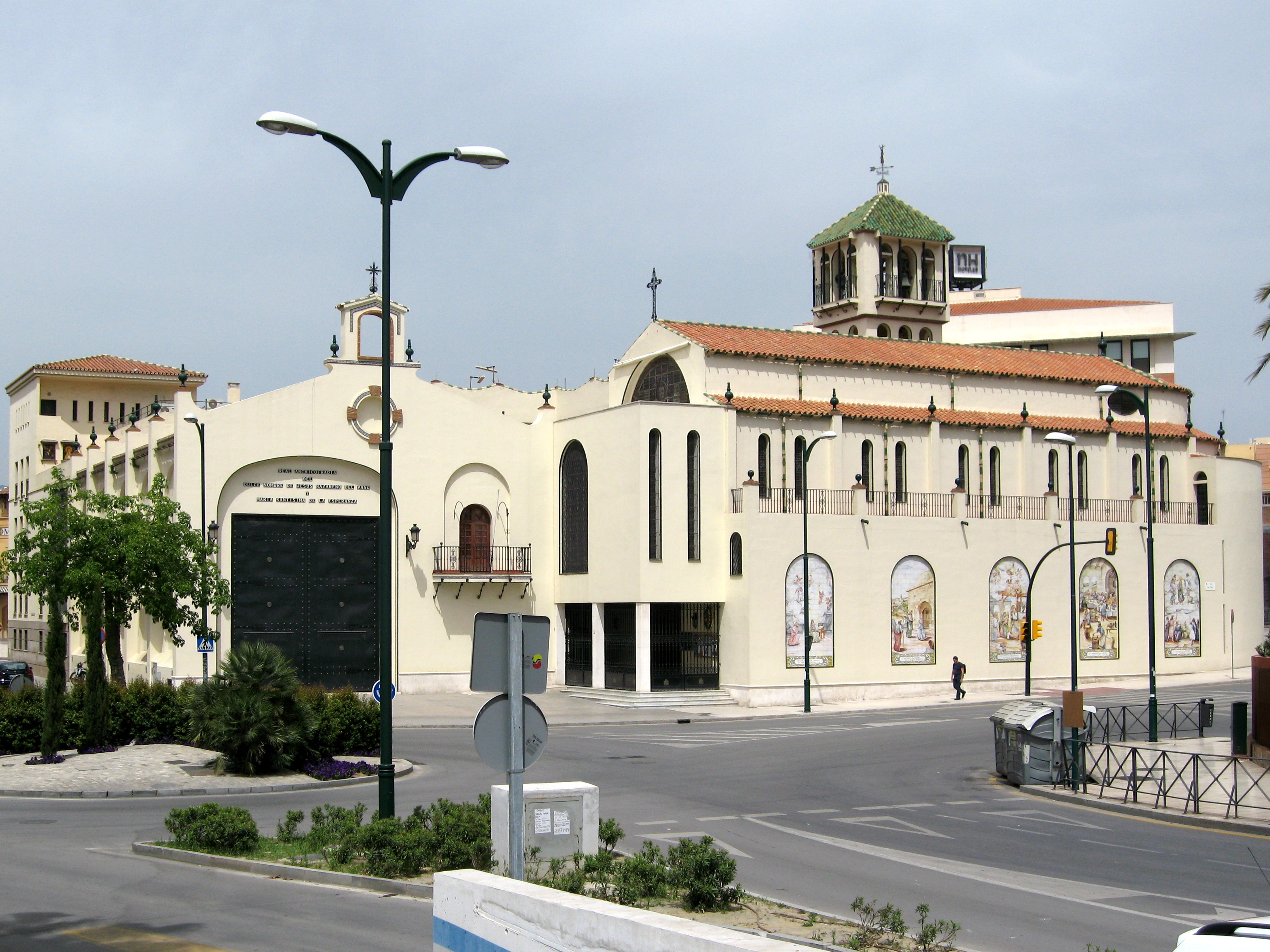
Basílica de María Santísima de la Esperanza, en Málaga

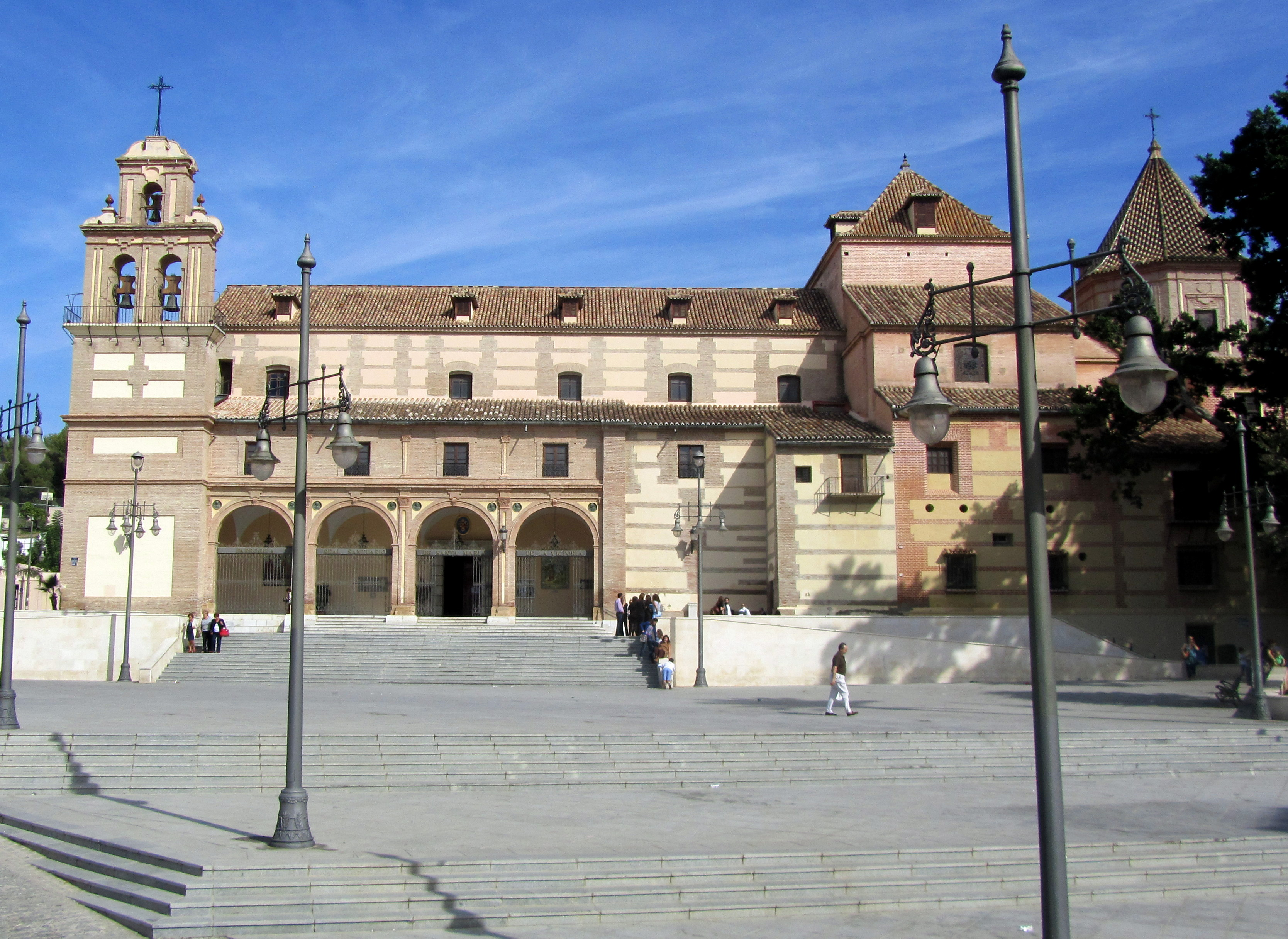
Basílica y real santuario de Santa María de la Victoria y de la Merced

En 2021 en la diócesis existían 251 parroquias agrupadas en 16 arciprestazgos:
- Provincia de Málaga:
  - Álora
  - Antequera
  - Archidona-Campillos
  - Axarquía Costa
  - Axarquía Interior
  - Coín
  - Cristo Rey
  - Fuengirola-Torremolinos
  - Los Ángeles
  - Marbella-Estepona
  - Ronda y Serranía
  - San Cayetano
  - San Patricio
  - Santa María de la Victoria
  - Virgen del Mar
- Vicaría territorial de Melilla:
  - Melilla

## Historia
La diócesis de Málaga fue fundada probablemente a finales del siglo I, tras la evangelización de España por los siete Varones apostólicos enviados por los santos Pedro y Pablo. Sin embargo, el primer obispo que se conoce es san Patricio, que participó en el Concilio de Elvira, celebrado entre el 300 y el 313. Tras él, las noticias sobre los obispos de Málaga se detienen nuevamente hasta el 579.
Durante la dominación árabe la información sobre los obispos se vuelve más escasa, desde finales del siglo VII hasta el siglo XII sólo se recuerdan cinco obispos.
Desde el siglo XIII hasta el XV se nombraron obispos titulares para la sede, aunque no pudieron residir en la ciudad. Tras la Reconquista cristiana, la diócesis fue rehabilitada el 4 de agosto de 1486, y el 10 de diciembre de 1492 se hizo sufragánea de la archidiócesis de Granada.
El seminario diocesano se fundó en 1587, se instaló en un nuevo edificio en 1819 y se trasladó a su ubicación actual en 1924.
En 1719, el obispo Julio Alberoni, también primer ministro, fue destituido de su cargo por Felipe V y exiliado por motivos políticos: la conquista de Cerdeña y Sicilia, promovidas durante su ministerio, había atraído contra España una posible alianza de las potencias europeas y, ante el riesgo de una conflagración, Felipe V prefirió sacrificar a su ministro. Se refugió en Italia, en donde también debió sustraerse a las iras del papa Clemente XI, que quiso encarcelarlo. Permaneció escondido hasta la muerte del pontífice en 1724 y ya seguro en Roma, renunció a la sede de Málaga en 1725.
En abril de 1931, durante el período republicano, fueron quemados 48 iglesias y edificios cristianos, entre ellos el palacio episcopal y el seminario. La multitud irrumpió en el palacio episcopal, donde el obispo Manuel González García y sus compañeros de desgracia se vieron rodeados por las llamas y la multitud, pero lograron escapar a un lugar seguro. El obispo tuvo que refugiarse en Gibraltar el 13 de mayo y regresó secretamente a la diócesis en diciembre, permaneciendo allí de incógnito hasta junio de 1932. Luego se dirigió a Roma y nunca pudo regresar: gobernó la diócesis desde Madrid. En 1935 su sucesor Balbino Santos Olivera tuvo que afrontar una situación trágica, en la que fueron martirizados numerosos sacerdotes y seminaristas, así como alrededor de 2000 fieles. Pronto el obispo tuvo que huir al exilio a Tánger, Melilla, luego a Sevilla y finalmente regresó a la diócesis el 15 de marzo de 1937. Como primer acto celebró un funeral por los mártires. Posteriormente dedicó sus energías a la reconstrucción de una diócesis devastada por la violencia, reconstruyendo iglesias quemadas y el palacio episcopal, del que sólo quedaron los muros principales.
El 10 de julio de 1957 y el 30 de abril de 1958, con sendos decretos de la Congregación Consistorial (Initis inter y Quum sollemnibus, respectivamente), se revisaron los límites de la diócesis para hacerlos coincidir con los de la provincia civil, en aplicación del concordato entre la Santa Sede y Gobierno español de 1953. La diócesis de Málaga cedió las parroquias de Zafarraya, Almendral y Ventas de Zafarraya a la archidiócesis de Granada y los arciprestazgos de Olvera y Grazalema de la archidiócesis de Sevilla, y fue ampliada con el arciprestazgo de Campillos y la parroquia de La Alameda que pertenecían a la archidiócesis de Sevilla y la parroquia de Villanueva de Tapia tomada de la diócesis de Córdoba.

## Estadísticas
Según el Anuario Pontificio 2022 la diócesis tenía a fines de 2021 un total de 1 264 440 fieles bautizados.
| Año                                                                             | Población            | Población | Población      | Sacerdotes | Sacerdotes    | Sacerdotes    | Bautizados por sacerdote | Diáconos permanentes | Religiosos | Religiosos | Parroquias |
| Año                                                                             | Bautizados católicos | Total     | % de católicos | Total      | Clero secular | Clero regular | Bautizados por sacerdote | Diáconos permanentes | Varones    | Mujeres    | Parroquias |
| ------------------------------------------------------------------------------- | -------------------- | --------- | -------------- | ---------- | ------------- | ------------- | ------------------------ | -------------------- | ---------- | ---------- | ---------- |
| 1950                                                                            | 661 146              | 667 102   | 99.1           | 252        | 145           | 107           | 2623                     |                      | 162        | 1510       | 193        |
| 1970                                                                            | 977 992              | 983 896   | 99.4           | 426        | 279           | 147           | 2295                     | 1                    | 239        | 1641       | 230        |
| 1980                                                                            | 1 021 000            | 1 053 000 | 97.0           | 474        | 290           | 184           | 2154                     |                      | 273        | 1560       | 258        |
| 1990                                                                            | 1 100 000            | 1 302 000 | 84.5           | 396        | 259           | 137           | 2777                     | 12                   | 209        | 1250       | 263        |
| 1999                                                                            | 1 243 422            | 1 308 866 | 95.0           | 359        | 267           | 92            | 3463                     | 14                   | 150        | 978        | 249        |
| 2000                                                                            | 1 235 653            | 1 300 688 | 95.0           | 372        | 263           | 109           | 3321                     | 15                   | 187        | 971        | 249        |
| 2001                                                                            | 1 249 262            | 1 315 013 | 95.0           | 383        | 267           | 116           | 3261                     | 14                   | 168        | 971        | 250        |
| 2002                                                                            | 1 302 478            | 1 371 029 | 95.0           | 381        | 269           | 112           | 3418                     | 14                   | 166        | 937        | 250        |
| 2003                                                                            | 1 329 235            | 1 399 194 | 95.0           | 392        | 269           | 123           | 3390                     | 16                   | 194        | 909        | 250        |
| 2004                                                                            | 1 371 185            | 1 443 353 | 95.0           | 398        | 270           | 128           | 3445                     | 16                   | 207        | 929        | 250        |
| 2013                                                                            | 1 230 823            | 1 641 098 | 75.0           | 342        | 209           | 133           | 3598                     | 15                   | 202        | 987        | 251        |
| 2016                                                                            | 1 221 729            | 1 628 973 | 75.0           | 325        | 200           | 125           | 3759                     | 13                   | 185        | 826        | 251        |
| 2019                                                                            | 1 230 840            | 1 641 121 | 75.0           | 308        | 192           | 116           | 3996                     | 13                   | 176        | 749        | 251        |
| 2021                                                                            | 1 264 440            | 1 685 920 | 75.0           | 302        | 190           | 112           | 4186                     | 16                   | 171        | 744        | 251        |
| Fuente: Catholic-Hierarchy, que a su vez toma los datos del Anuario Pontificio. |                      |           |                |            |               |               |                          |                      |            |            |            |

Durante el curso 2017-2018, el número de seminaristas en el Seminario Mayor diocesano local ascendía a 17.